# Myra Warhaftig

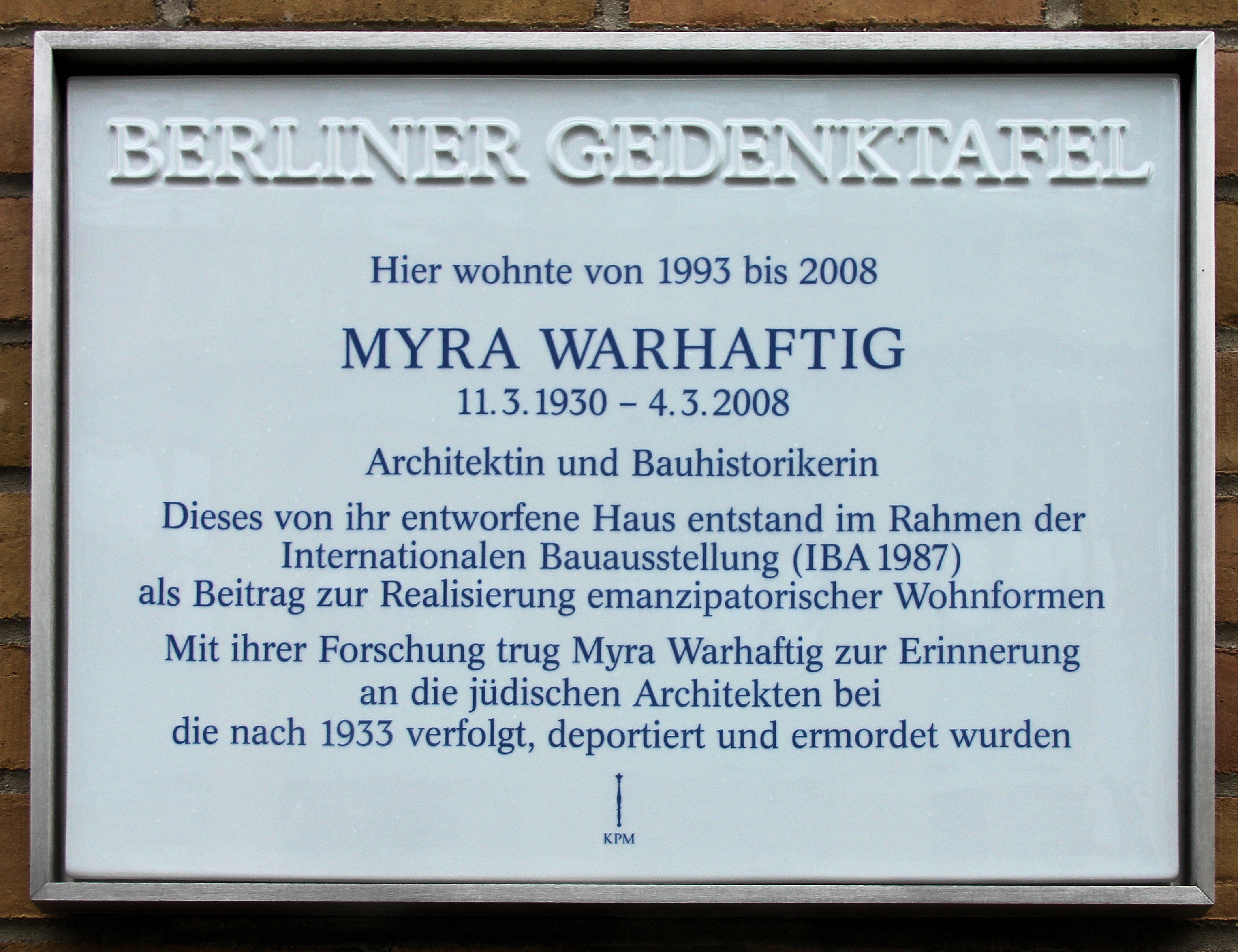
Gedenktafel am Haus Dessauer Straße 39, in Berlin-Kreuzberg

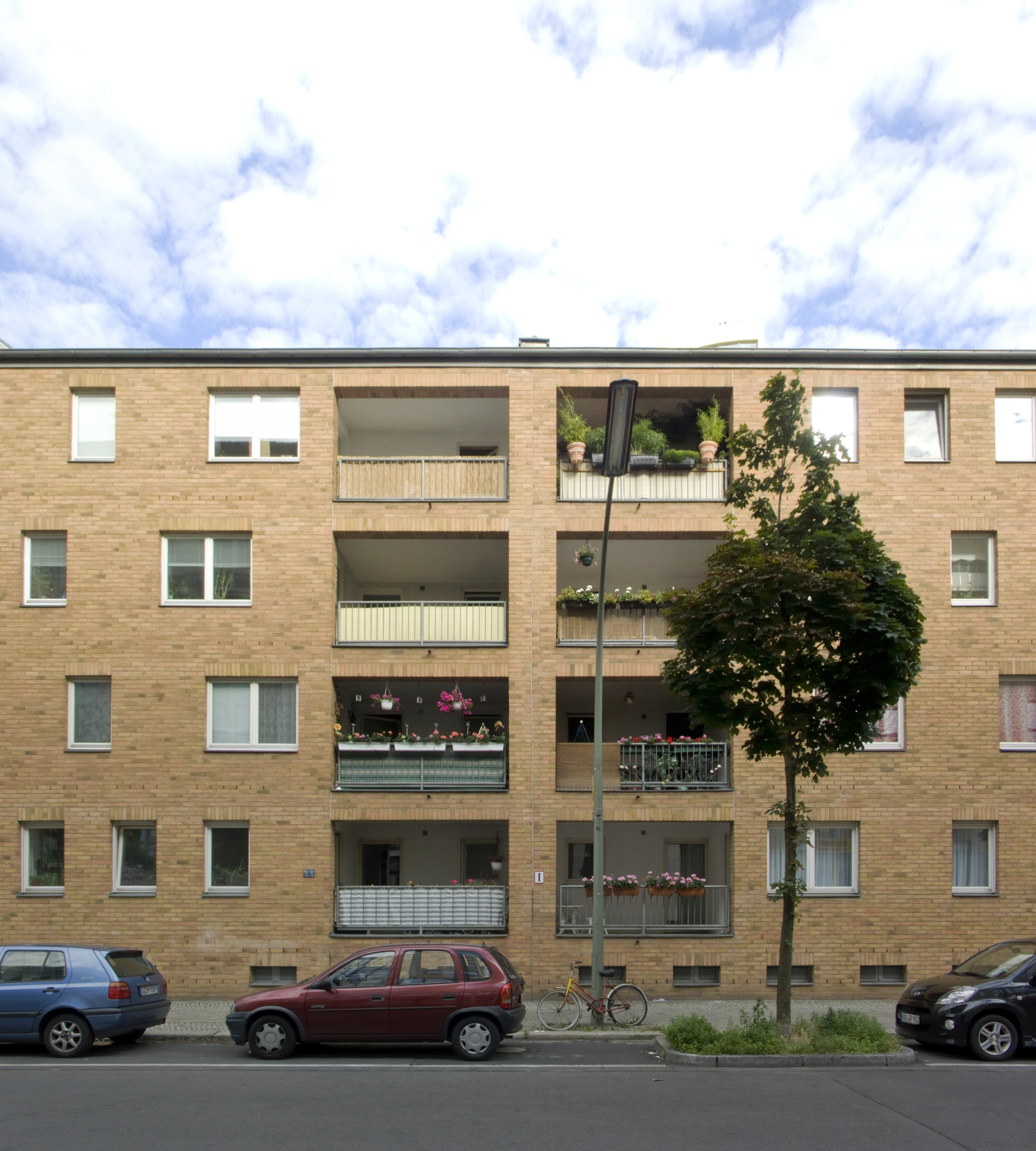
IBA-Projekt-Nr. 51: Wohnhaus, Dessauer Straße 38–40, Block 2, Ausführung 1991–1993, Myra Warhaftig

Myra Warhaftig (hebräisch מירה ווארהפטיג; * 11. März 1930 in Haifa im britischen Völkerbundsmandat für Palästina; † 4. März 2008 in Berlin) war eine israelisch-deutsche Architektin, Bauhistorikerin, Frauenrechtlerin und Schriftstellerin.

## Leben
Myra Warhaftig wuchs in Haifa auf. Nach ihrem Architekturstudium am Technion in Haifa (u. a. bei Alexander Klein) zog sie nach Paris. Dort arbeitete sie im Architekturbüro Candilis-Josic-Woods und lernte  Manfred Schiedhelm kennen. 1963 gewannen Candilis-Josic-Woods den internationalen Wettbewerb Freie Universität Berlin. Shadrach Woods gründete mit Manfred Schiedhelm in Berlin am Magdeburger Platz ein Büro. Myra Warhaftig arbeitete am Universitätsneubau mit (1967–1973) und blieb in Berlin. Sie promovierte mit ihrer Arbeit Die Behinderung der Emanzipation der Frau durch die Wohnung und die Möglichkeit zur Überwindung an der TU Berlin bei Julius Posener und Norbert Schmidt-Relenberg.
Myra Warhaftig baute im Rahmen der Internationalen Bauausstellung 1987 (IBA Berlin) ein Mehrfamilienhaus (1993) in Berlin-Kreuzberg auf der Dessauer Straße 38–40, wo sie bis zu ihrem Tod wohnte. Für den Entwurf der Wohngrundrisse übernahm sie den Gedanken der flurlosen Wohnung von Alexander Klein.
Sie lehrte an der Architekturabteilung der TU Berlin Wohnungsbau, der Gesamthochschule Kassel und der Hochschule Anhalt Dessau. Sie widmete sich der Erforschung des Lebens und Wirkens deutschsprachiger jüdischer Architekten und gründete mit Hedwig Wingler, Jutta Sartory, Günter Schlusche u. a. in Berlin den Verein gleichen Namens. Ihr Nachlass liegt im KIT, Karlsruher Institut für Technologie.

## Werke
- Wohnhaus Dessauer Straße 39 in Berlin-Kreuzberg 1993

Schriften

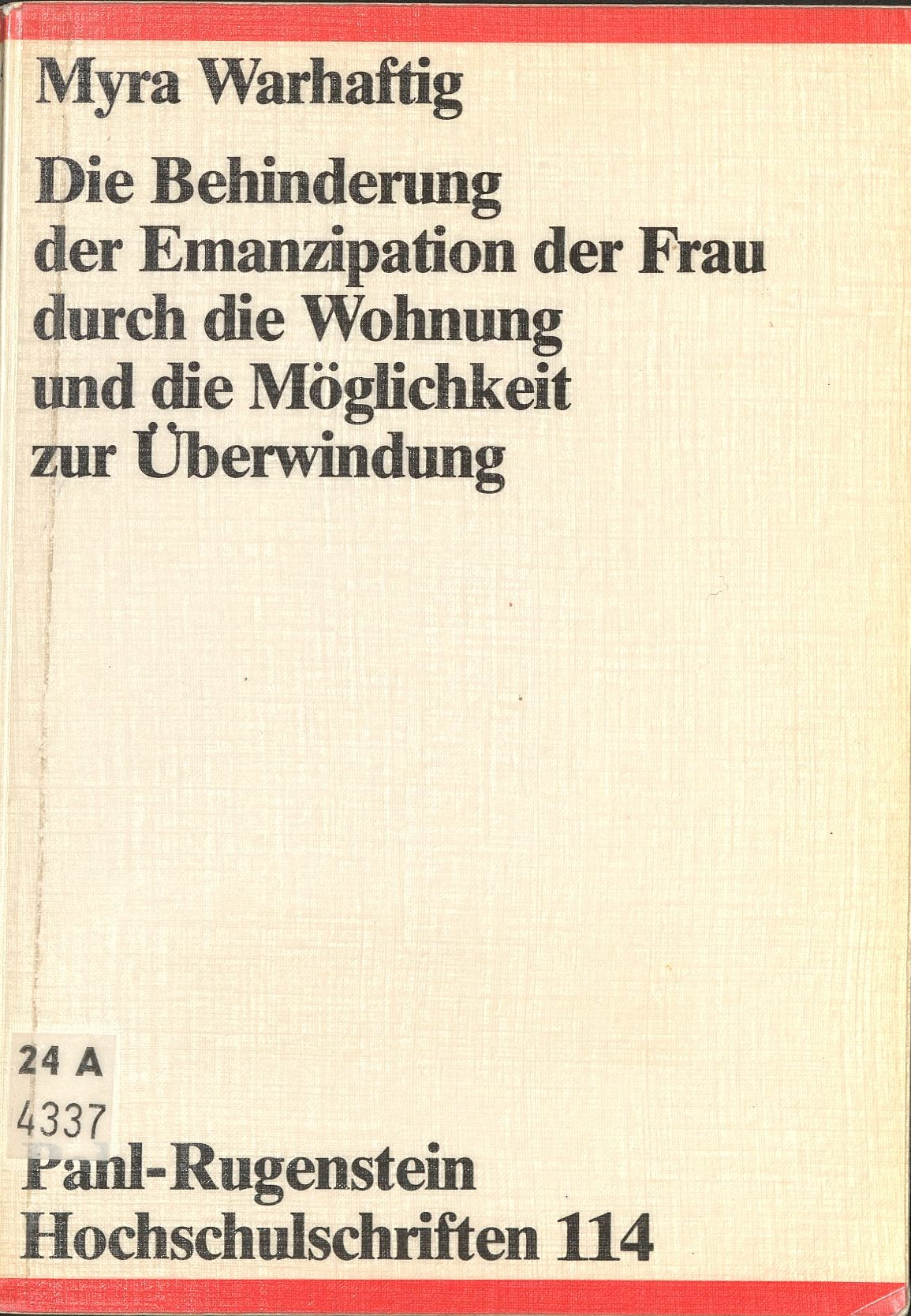
(1982)

- 2,26 mal 2,26 mal 2,26 M. Spiel mit Wohnkuben. Mit einem Vorwort von Jean Prouvé, Karl Krämer Verlag, 1969.
- Die Behinderung der Emanzipation der Frau durch die Wohnung und die Möglichkeit zur Überwindung. Berlin, Techn. Univ., Diss., 1978, ISBN 978-3-7609-5114-0.
- Sie legten den Grundstein – Leben und Wirken deutschsprachiger Architekten in Palästina 1918–1948. Ernst Wasmuth Verlag, Berlin 1996, ISBN 978-3-8030-0171-9.
- Deutsche jüdische Architekten vor und nach 1933 – das Lexikon. Berlin: Reimer, 2005. ISBN 3-496-01326-5.[6]
- They Laid the Foundation: Lives and Works of German-Speaking Jewish Architects in Palestine 1918–1948. Ernst Wasmuth Verlag, 2007, ISBN 978-3-8030-0676-9.
- Zu Arthur Korns Zeitdokumentation, in: Arthur Korn, Glas. Im Bau und als Gebrauchsgegenstand, Gebr. Mann Verlag, Berlin 1999: 1–5, ISBN 978-3-7861-2306-4 / ISBN 3-7861-2306-3
- Oskar Kaufmann. F. E. Hübsch, Berlin et al., 1928

als Nachdruck (mit einem Nachwort von Myra Warhaftig): Gebr. Mann, Berlin, 1996, ISBN 3-7861-1916-3
Ausstellungen zu Leben und Werk deutscher jüdischer Architekten:
- Bauten von Oskar Kaufmann (1873–1956) aus den Jahren 1903–1933, Hebbel-Theater, Berlin, 1987
- Architektur in Palästina. Arbeiten deutschsprachiger jüdischer Architekten. Wanderausstellung mit folgenden Stationen:
- Goethe-Institut Tel Aviv, 1997
- Goethe-Institut Jerusalem, 1997/98
- Universität Beer Sheva, 1998
- Wizo, Kunsthochschule Haifa, 1999
- Deutsches Architektur Zentrum (DAZ), Berlin, 1998/99
- Bauhaus Dessau, 1999
- Architektur-Pavillon, Technische Universität Braunschweig, 2000
- Gallery of the House of Architects (Beit Haadrihal), Jaffo-Tel Aviv, 2009
- Yad Labanim Haifa, 2010
- Erich Maria Remarque Friedenszentrum, Osnabrück, 2010/11
- Celle Synagoge, 2012
- Liberale Jüdische Gemeinde, Hannover, 2013
- Architecture in Palestine 1918–1948, Columbia University New York, 2000
- Forgotten Architects, Pentagram Design Büro, Berlin, 2007